# アンジェラの灰 (映画)
『アンジェラの灰』（アンジェラのはい、Angela's Ashes）は、1999年のアメリカ映画。フランク・マコート作の同名小説の映画化。アラン・パーカー監督。

## ストーリー
アイルランド出身のマラキとアンジェラは、ニューヨークで出会って結婚した。二人の間には5人の子供が生まれるが、しかし父親のマラキは仕事が見つからず、酒びたりの日々を送り、一家の生活は厳しいものであった。一番下の娘が亡くなったのを機に、一家はアイルランドへ戻り、リムリックで暮らすようになるが、生活は一向に良くならなかった。

## キャスト
| 役名                   | 俳優                   | 日本語吹替 |
| ---------------------- | ---------------------- | ---------- |
| アンジェラ・マッコート | エミリー・ワトソン     | 山像かおり |
| マラキ                 | ロバート・カーライル   | 家中宏     |
| フランク（10代後半）   | マイケル・レッグ       | 鳥海勝美   |
| フランク（10代前半）   | キアラン・オーウェンズ | 亀井芳子   |
| フランク（幼年時代）   | ジョー・ブリーン       | 矢島晶子   |
| テレサ・カーモディ     | ケリー・コンドン       |            |